# Vladimír Doležal (fotbalista)
Vladimír Doležal (17. května 1918 Velké Meziříčí – 8. července 2000 Tišnov) byl český fotbalový brankář.

## Hráčská kariéra
Velkomeziříčský rodák a odchovanec na sebe upozornil v utkání župních výběrů. Následně se o něj zajímaly jak SK Židenice, tak AC Sparta Praha, nakonec hrál v nejvyšší soutěži za SK Olomouc ASO (1941–1944 a 1946/47). V sezoně 1939/40 s klubem vyhrál Českomoravský pohár.

### Reprezentace
V roce 1941 odchytal jedno mezizemské utkání (čtvrté z celkových devíti) za Moravu proti Čechám (prohra 2:4). Zápas se hrál na Andrově stadionu v Olomouci, za Moravu skórovali Melka a Šimek, branky Čech vstřelili Bican (3) a Kolský.
Byl nominován i k reprezentačnímu utkání československého A-mužstva proti Dánsku. Do zápasu, který se hrál v pátek 20. června 1947 v Kodani (nerozhodně 2:2), však nakonec nezasáhl.

## Trenérská kariéra
Od roku 1950 se věnoval trénování. Mezi nejznámější hráče, které vedl, patřil čs. reprezentační brankář Antonín Kramerius, Miroslav Rödr a pozdější reprezentační trenér Karel Brückner.

## Ligová bilance
| Ročník               | Zápasy | Góly | Minuty | Nuly | Klub           |
| -------------------- | ------ | ---- | ------ | ---- | -------------- |
| Národní liga 1941/42 | 22     | 0    | 1 980  | 1    | SK Olomouc ASO |
| Národní liga 1942/43 | –      | 0    | –      | –    | SK Olomouc ASO |
| Národní liga 1943/44 | –      | 0    | –      | –    | SK Olomouc ASO |
| Státní liga 1946/47  | 26     | 0    | 2 340  | 5    | SK Olomouc ASO |
| CELKEM               | –      | 0    | –      | –    |                |